# Little Havana
 (février 2019).
Si vous disposez d'ouvrages ou d'articles de référence ou si vous connaissez des sites web de qualité traitant du thème abordé ici, merci de compléter l'article en donnant les références utiles à sa vérifiabilité et en les liant à la section « Notes et références ».
Little Havana est un quartier de la ville de Miami, aux États-Unis, qui se situe juste à l'ouest du centre-ville.

## Histoire

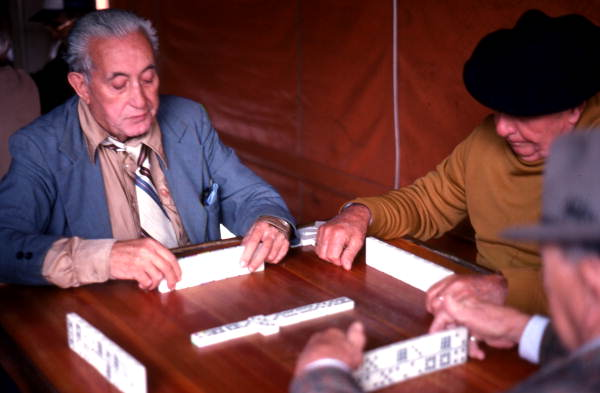
Hommes cubano-américains jouant aux dominos dans Little Havana.

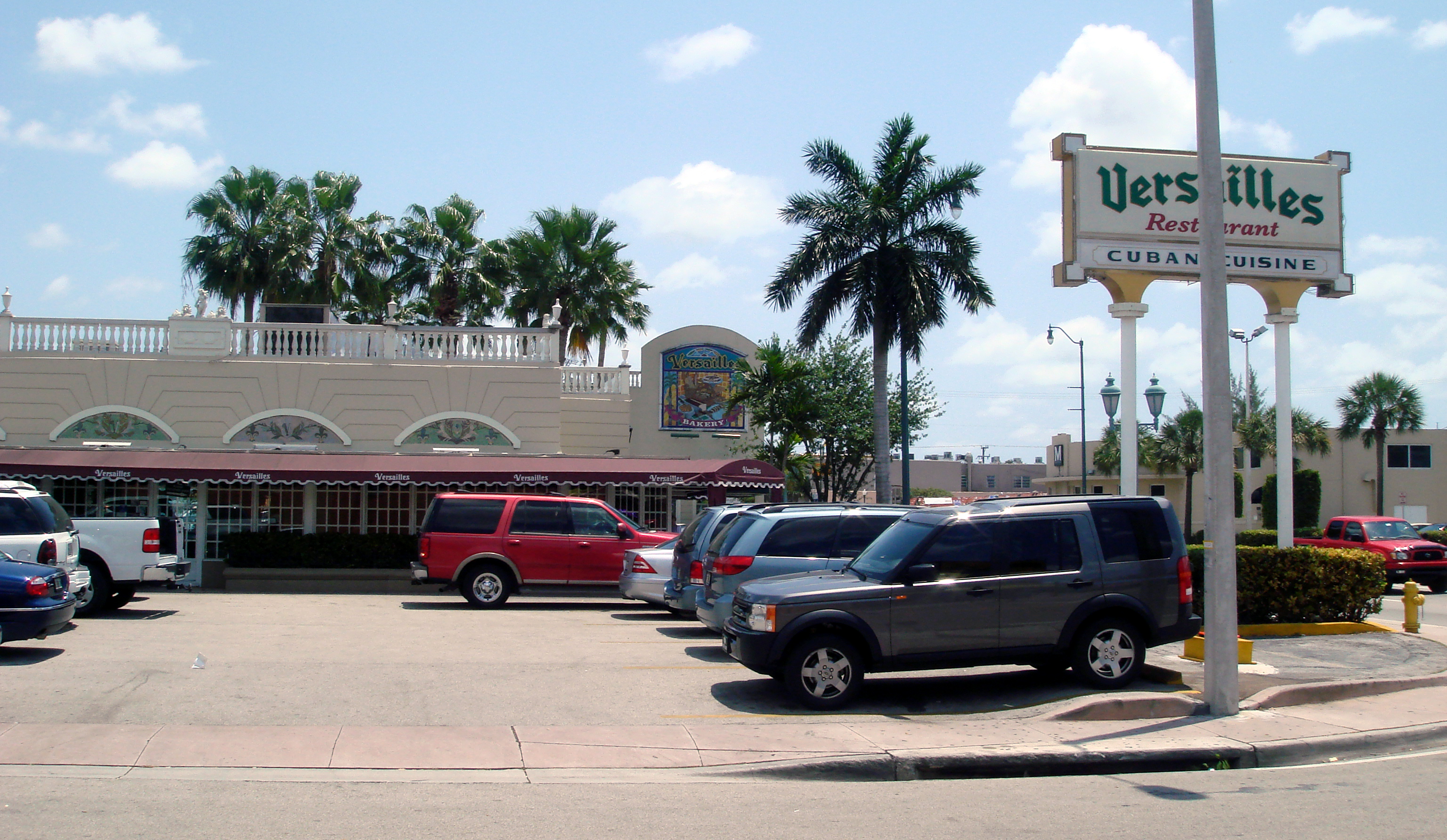
Le restaurant de Versailles dans le quartier Little Havana

Depuis les années 1960, Little Havana englobe plusieurs quartiers contigus dont les destins changèrent radicalement, à compter de 1959, avec l'arrivée massive de citoyens cubains fuyant le régime castriste. Aujourd'hui encore, elle attire des réfugiés venus de divers pays hispanophones. En 1896, lorsque naquit la ville de Miami, Little Havana n'était qu'une grande forêt de pins sise sur une crête de calcaire oolithique. Puis, au début du XXe siècle, on construisit sur les anciennes plantations situées à l'ouest de Miami River, deux élégantes banlieues baptisées Riverside et Shenandoah. De la fin des années 1920 au début des années 1930, un grand nombre d'Européens de l'Est s'y installèrent ; leur population atteignit un niveau record au début des années 1950. Peu après, beaucoup d'entre eux délaissèrent le secteur pour des banlieues plus éloignées de la ville et le quartier tomba quelque peu à l'abandon. Au milieu des années 1950, une communauté hispanophone s'y établit, ouvrant la voie à tout un afflux de réfugiés cubains qui, après l'inauguration des fameux « vols de la Liberté » en 1965, atteignit de nouveaux sommets. Cette forte concentration de Cubains valut au secteur le surnom de « Little Havana ».
L'une des plus célèbres institutions du quartier est sans doute le stade de l'Orange Bowl, dont la construction fut achevée en 1979. Édifié dans la partie nord de Little Havana, ce vénérable temple du sport a accueilli, au fil des ans, de nombreux événements sportifs de niveau professionnel et universitaire. Chaque année a d'ailleurs lieu, à l'occasion du jour de l'An, l'Orange Bowl Festival, au cours duquel sont proposées toutes sortes d'activités, dont un fameux match de football américain retransmis dans tout le pays. Dans ce quartier situé à l'Ouest de Miami, sont réunis aujourd'hui, plus de 90 000 personnes, la majeure partie d'origine latine, principalement cubaine.